# ボンバーマンジェネレーション
『ボンバーマンジェネレーション』は2002年6月27日にハドソンから発売されたアクションゲームで、ニンテンドー ゲームキューブ用ソフト。ゲームキューブのボンバーマンシリーズ第1作目。
スーパーバイザーはボンバーマンシリーズプロデューサーの藤原茂樹。ディレクターはセガ在籍中に『アレックスキッドのミラクルワールド』『ファンタシースター』を手掛けた林田浩太郎。ノーマルゲームデザインは『グランディアII』を手掛けた原田修。バトルゲームデザインは『スーパーボンバーマン3』『サターンボンバーマン』を手掛けた渡辺達光。音楽は当時ゲームアーツに所属していた西隆宏と『ゲッターラブ!! ちょー恋愛パーティーゲーム』『Bomberman Online』を手掛けたハドソンのサウンドクリエイター坂東章平。デザインディレクターはボンバーマンシリーズ美術監督の水野祥司。

## 概要
ゲームキューブの性能を活かし、アニメのようなグラフィック『トゥーンシェーディング』を採用している。
多彩なアクションや属性ボム、キャラボンによる特殊能力を使いこなしながらエリアをクリアしていく3Dアクション「ノーマルゲーム」とシリーズお馴染みの2D作品のシステムで5つのゲームルールを用いて最大4人で戦う「バトルゲーム」の2つのゲームモードからなる。
2002 FIFAワールドカップ時のサッカー・イタリア代表公認ゲームソフトであり、タイアップキャンペーンやボンバーマンによるイタリア代表応援レポートが行われた。

## プロローグ
宇宙歴200X（にせんエックス）年、Dr.アイン率いる「ボム科学研究所」は未知のエネルギーを秘めた6つの物体、「ボム・エレメント」の採掘に成功する。全宇宙を支配するとも言われる未知の力を平和利用するため、宇宙貨物船でボンバー星へと運んでいたところ、貨物船が宇宙征服を目論むヒゲヒゲ団の襲撃に遭い、破壊されてしまった。ボム・エレメントは、攻撃を受けた場所に程近い「惑星テンタコル」の引力によって引き込まれ、散り散りになってしまった。Dr.アインからボム・エレメント回収指令を受けたボンバーマンは惑星テンタコルに向けて出動した。

## ノーマルゲーム

### 概要
3Dのフィールドをボムの設置、ボム投げ、ボムキック、ためボム、ボムバリアといった基本アクションを中心に使って攻略する（今作ではボムは円状に爆発する）。道中には扉がある場所もあり、入るとミニゲーム（ボムごうせいアイテムの獲得）やキャラボンバトル、ボムの合成やキャラボンの合成を行うことができるのが特徴。

### ルール
ボンバーマンを操作してボムで敵を倒したりトラップを攻略しながらエリアをクリアしていく。エリアのゴールにたどり着いたり、待ち受けるボスを倒すことでエリアクリアとなる。ライフがなくなるとゲームオーバー。コンティニューは可能で、ボムの数1、火力1、スピード1、ライフ満タンの状態でそのエリアの最初から再挑戦できる。

### 基本アクション
ボム設置
Aボタンを押すとその場にボムを設置する。
ボム投げ
ボムを設置した直後にもう一度Aボタンを押すと、ボムを持ち上げる。押し続けている間は持ち上げたままだが、ボタンを離すとボンバーマンが向いている方向にボムを投げる。敵にボムをぶつけるとしばらくの間動けなくさせることができる。
ためボム
ボムを持ち上げてしばらくすると、ボムが大きく膨れて「ためボム」になる。ためボムでなければ倒せない敵や、攻略できないトラップも存在する。一度に生み出せる「ためボム」は1個までである。
ボムバリア
Aボタンでボムを持ち上げている間にXボタンを押し続けると「ボムバリア」が発生し、敵の攻撃や爆風からのダメージを受けにくくなる。ボムバリアをしている間は移動することができない。ためボムが完成する前にボムバリアをした場合は溜めがリセットされ、ボムバリアを解除することで溜めが再開される。
ボム置き
ボムバリア中にAボタンだけを離すと、手にしているボムをボンバーマンの手前に置くことができる。
ボムキック
設置されたボムに体当たりすると、体当たりした方向にボムをキックする。敵にボムをぶつけるとしばらくの間動けなくさせることができる。

### ワールド
ゲームスタート時はボム・エレメントが四散した、未開の惑星テンタコルを舞台としたワールド1～3を自由に選択することができる。ワールド1～3をクリア後はヒゲヒゲ団が回収した残りのボム・エレメントを取り返すため、ワールド4以降を順番に攻略することになる。

#### ワールド1 タコガスムたいりく
緑にあふれた美しい大陸。
- エリア1 タコガスムのもり
  - キャラボン - アンドラー
  - ボムごうせいアイテム - みずふうせん
  - ハートのうつわ
- エリア2 めんそレイク
  - キャラボン - ドラコ
  - 属性ボム - アクアボム
- エリア3 タコストーン
  - ボス - メガトンボンバー
- エリア4 タコマニヨンむら
  - キャラボン、重要アイテムなし
- エリア5 キュバンさんろく
  - キャラボン - マリンイール
- エリア6 パオンスタジアム
  - ボス - ビッグパオーン

#### ワールド2 オダコかい
海と氷を舞台としたワールド。
- エリア1 オダコかいあさせ
  - キャラボン - シェル
- エリア2 スミクロかいこう
  - キャラボン - ライガン
  - ハートのうつわ
- エリア3 カレーナフィールド
  - ボス - ビューティーボンバー
- エリア4 デカプひょうざん
  - ボムごうせいアイテム - かきごおり
- エリア5 デカプどうくつ
  - キャラボン - ポミュ
  - 属性ボム - アイスボム
- エリア6 デカプくうどう
  - ボス - 駆逐艦タコクラーケン

#### ワールド3 ポツコタさばく
灼熱の砂漠と遺跡のワールド。
- エリア1 バレバレー
  - キャラボン - ステゴドン
- エリア2 ポツコタしんでん
  - キャラボン
    - プテラドン
    - ポミューガ（合成）
- エリア3 タカノコロシアム
  - ボス - イーグルボンバー
- エリア4 ポツコタのアラシ
  - キャラボン - ポミュドラゴン
  - ボムごうせいアイテム - うちわ
- エリア5 タッコスタワー
  - キャラボン - ビーストポミュ
  - 属性ボム - ハリケーンボム
  - ハートのうつわ
- エリア6 ノロイノしんでん
  - ボス - タコファラオ

#### ワールド4 ネッキムーン
惑星テンタコル付近の衛星。ヒゲヒゲ団の前線基地が置かれている。
- エリア1 ホルシゲンきち
  - キャラボン - アンゴル（合成）
  - ボムごうせいアイテム - ストロボ
  - ハートのうつわ
- エリア2 アームズゲート
  - ボス - アサルトボンバー
- エリア3 ホルシゲンちか
  - キャラボン
    - ユニコルノス
    - ファイアーホーン（合成）

  - 属性ボム - ライトボム
- エリア4 こうじげんば
  - ボス - ゲンバオーX

#### ワールド5 ようさいマジデスター
ヒゲヒゲ団の難攻不落の巨大要塞。
- エリア1 メカデスバイパス[注 4]
  - キャラボン
    - ポックス
    - シェルクス（合成）
    - ライール（合成）
- エリア2 サイコエレベータ
  - ボス - ボンバーエリート
- エリア3 キッカイヤノウ
  - キャラボン - ビッグオックス
  - ハートのうつわ
- エリア4 マジデポート
  - ボス - メラメラメラン

#### ワールド6 せんかんアームジョー
マジデスターで製造されていたヒゲヒゲ団の巨大戦艦。アームジョーの4基のエンジンを破壊することで翼が折れ、先に進むことができる。ヒゲヒゲ団の総帥「ムジョー」の元を目指す。
- せんかんアームジョー
  - ボス - カオスエレメント

## バトルゲーム

### 概要
ボムを使って最大4人で戦う、シリーズお馴染みの対戦ゲーム。本作では従来の対戦の他に様々なルールが用意されている。

### ルール
- いつものバトル
  - ボムで戦い、最後まで生き残ったボンバーマンが勝利となるバトル。このルールではアイテム出現数やハンデ（ハート）、バトルステージが設定できる。
- ぬりかえバトル
  - ボムの爆風で床のパネルがプレイヤーの色に変化する陣取り合戦で、残り時間が0になった時に最も陣地（パネルの数）が大きいボンバーマンが勝利となるバトル。このルールではやられても復活できるが、パネルの数は半分になる上にアイテムを全てばらまいてしまう。
- コインでバトル
  - タルを破壊すると出現するコインを回収し、残り時間が0になった時に最もコインを所持していたボンバーマンが勝利となるバトル。このルールではやられても復活できるが、コインの半分と全てのアイテムをばらまいてしまう。
- かわしてバトル
  - 空から降ってくるボムをひたすら避け、最後まで生き残ったボンバーマンが勝利となるルール。このルールではボムは置けないが、ボムキックとパンチを始めから全員持っている。また、ボムの爆発範囲が表示されるのが特徴。
- みそボンバトル
  - 最初から全員みそボン（場外からボムを投げ入れる状態）になり、ステージ内のモグラを退治して目標ポイントを競う異色なルール。このルールではAボタンを押している間照準が遠ざかり、ボタンを離すとボムを投げることができる。また、ステージ上のスイッチにボムを乗せるとその時の色のボンバーマンがそこに現れ、攻撃できるようになる（やっつけるとポイントの5分の1を奪うことができる）。

### せってい
バトルゲームで設定できる項目を以下に記す。ルールによっては設定できない項目・選択肢も存在する。
- チーム
  - シングル/タッグがあり、タッグにすると、2チームに分かれての対戦ができる。
- コンピュータ
  - コンピュータの強さをよわい/ふつう/つよいの3段階で設定できる。
- しょうぶすう
  - 優勝となる勝ち数を1/2/3/4/5から選ぶことができる。
- タイム
  - 一試合の制限時間を1:00/2:00/3:00/4:00/5:00/∞から選ぶことができる。いつものバトルで∞以外に設定した場合、残り時間が1分（1:00では40秒）になるとプレッシャーブロックが降り始め、ステージが狭くなっていく。
- サドンデス
  - なし/あり/ランダムを設定でき、ありにするとプレッシャーブロックがステージ全域を埋め尽くすようになる。ランダムの場合、数ある落下パターンのうち一つが選ばれる。
- ドクロ
  - もえない/もえるを設定することができ、もえないにした場合爆風が当たったドクロはステージ上を跳ね回る。
- PKボンバー
  - なし/ありを設定でき、ありにすると試合終了後優勝者がキッカーとなり、ゴールのアイテムを狙うミニゲームに挑戦できる。キーパー（敗者）に止められる等により失敗すると得られるアイテムはゲタになる。得たアイテムは次の試合に持ち越しになるばかりか、ゴールデンボンバーとしてプレイすることができる。
- みそボン
  - やられたボンバーマンがみそボンになるかどうかの設定。なし/あり/スーパーを選ぶことができ、スーパーの場合はみそボンが他のプレイヤーを倒した際に復活することが可能。

### ステージ
いつものバトルでのみ以下から一つステージを選択できる。
- スタンダード
  - 何の仕掛けもない、オーソドックスなステージ。
- サラサラベルコン
  - ステージ中を巨大なベルコン（流砂）が動くステージ。スイッチにより回転方向を変更できる。また、グループB（詳しくは後述）では回転速度も変更できる。
- マガッテボン
  - キックしたボムの軌道を曲げる矢印が設置されたステージ。
- ノビノビソウゲン
  - ソフトブロックが無く、代わりに草や花が生えているステージ。草や花の上は自由に通過できるが、設置されたボムを見えにくくしてしまう（花の場合はアイテムが隠されている）。また、草は燃やしてもすぐに生えてくる。
- ドカンデボカン
  - 土管の設置されたステージ。土管の中のボンバーマンやボムは全く見えなくなる。
- ヒエヒエワープ
  - ワープホールが4箇所存在するステージ。ボンバーマンやボムを転送する。
- ギンギンパワー
  - ソフトブロックが存在しない代わりに、最初からファイアー×6、スピード×1、ボムアップ×6、ボムキック、パンチ、ラインボムを持った状態で戦うステージ。グループB（詳しくは後述）ではスピード×4に強化され、ラインボムではなく貫通ボムやスーパーパワーグローブに変更されている。
- シュートデボン
  - ステージ4隅のバスケットゴールにボムを投げ入れると、ステージ内の穴からボヨヨンボムとなって登場するステージ。

### その他
- ノーマルゲームでエンディングを出すと、いつものバトルでステージを選ぶ際に通常の「グループA」と「グループB」に切り替えられるようになる。グループBでは、アイテムバランスや仕掛けがより過激なものになる。
- ノーマルゲームでイナズマカードをすべて回収した後、プレイヤー選択画面でZボタンを押すと使用キャラクターをボンバーマンからMAXに切り替えられるようになる。
- バトル開始直前にCスティックを上下に動かすと、カメラワークを変更することができる。

## キャラクター
ボンバーマン
声 - 川上とも子
本作の主人公。宇宙の平和を守るため爆弾を武器に戦う。本作では四散した「ボム・エレメント」の回収のために惑星テンタコルに向かう。
Dr.アイン
声 - 青野武
ボンバーベースの責任者かつ、「ボム科学研究所」のリーダーにして、ボンバー星雲で一番のボム科学の権威者。ボンバーマンのよき理解者であり攻略のヒントを通じてボンバーマンをサポートする。
MAX（マックス）
声 - 成田剣
機械の右腕を持つ謎の戦士。ボンバーマン一人では手に余ると判断したDr.アインの要請で惑星テンタコルに向かったが、ボンバーマンとは別行動をとる。
ムジョー
声 - 郷里大輔
宇宙征服を企む悪の秘密結社「ヒゲヒゲ団」の総帥。本作ではボム・エレメントの力を以て宇宙を我が物としようとしている。

### クラッシュボンバーズ
ヒゲヒゲ団に力を貸す謎の戦闘集団。惑星テンタコルにボム・エレメントを回収するために派遣された。
メガトンボンバー
声 - 大川透
クラッシュボンバーズ1の怪力の持ち主。そのパワーを活かしたハンマー攻撃を得意とする。
ビューティーボンバー
声 - こおろぎさとみ
クラッシュボンバーズの紅一点。ビットを使った攻撃が特徴。
イーグルボンバー
声 - 堀内賢雄
クラッシュボンバーズ1の速さを誇る。空を自由に飛び回り、爆撃などの攻撃をしてくる。
アサルトボンバー
声 - 西脇保
全身が武器でできている攻撃型の戦士。多彩な武器の活用や上半身と下半身を分離されるなどの方法で襲いかかる。
ボンバーエリート
声 - 石田彰
クラッシュボンバーズのリーダー。テレポートや分身攻撃などの超能力を用いた強力な攻撃が特徴。

## 敵キャラクター
※は名前がわからないキャラクター。

### ワールド1（タコガスムたいりく）
戦闘員
ヒゲヒゲ団の戦闘員。原人風の腰巻きをしている。
バロム
ふわふわと漂う風船のような敵。シリーズお馴染みの敵であるが、本作ではデザインが変更されており植物のようなデザインになっている。
ボムりゅう
青い竜。上空から炎を吐いてくる。
タコマニヨン
紫色のタコの原人。棍棒を持って追いかけてきたり、槍を投げてきたりする。
ボムコロガシ
フンコロガシの要領で火の玉を転がしてくる。
シダパッチン
ボンバーマンが近づくと倒れかかってくるシダ。エリア2「めんそレイク」に登場する。
ボムはき花
火の玉を吐いてくる紫色の花。エリア2「めんそレイク」に登場する。
エリア1ボス※
エリア1「タコガスムのもり」のエリアボス。大木の表面に花がついた見た目のボス。扇風機の要領でボムを吹き飛ばしてしまう。
ウオッシー
エリア2「めんそレイク」のエリアボス。ネッシーのような敵。ボンバーマン目掛けて水を吐いてくる。
カマキラー
エリア4「タコマニヨンむら」のエリアボス。カマキリのような敵。ボンバーマン目掛けてカマを投げてくる。
タコマニヨン軍団とタコマニヨンの王（仮）※
エリア5「キュバンさんろく」のエリアボス。タコマニヨンが湧いてくる洞窟を全て破壊すると岩に乗ったタコマニヨンの王が襲いかかってくる。
メガトンボンバー
声 - 大川透
クラッシュボンバーズの一人。エリア3「タコストーン」に登場する。ボム投げ攻撃や、ハンマーを振り回す「ローリングハンマー」、突進をしてくる「ダッシュアタック」、地面を揺らす「メガトンクラッシュ」をしてくる。
ビッグパオーン
エリア6「パオンスタジアム」に登場する。6本の足と2つの鼻を持つ巨大なマンモス。移動中にボムを弾いてしまう。突進攻撃や、鼻からボムを発射する「鼻ボム攻撃」、繰り出されると、衝撃で持っているボムを落としてしまう「鼻鼻ボディープレス」を仕掛けてくる。

### ワールド2（オダコかい）
戦闘員
ヒゲヒゲ団の戦闘員。シュノーケルを着けて泳いでいる者や、氷上でスケートをしている者がいる。
ビックリオネ
クリオネのような敵。ボムや爆風に当たると大爆発する。
クラクラゲ
クラゲのような敵。ボムや爆風に当たると大爆発する。
ヤドール
ヤドカリのような敵。甲羅で身を守っている間は倒すことができない。
シツコイン
ボンバーマンをしつこく追いかけてくるコインのような敵。
ボムペンペン
ペンギンのような敵。火の玉をキックしてくる。
トドーン
トドのような敵。ボムを投げ返してくる。
ドロロン
黄色いオバケ。エリア2「スミクロかいこう」でボンバーマンの邪魔をしてくる。
ヒゲマリン
エリア2「スミクロかいこう」のエリアボス。ヒゲヒゲ団の潜水艦。正面から大量の弾を発射する。
ビューティーボンバー
声 - こおろぎさとみ
クラッシュボンバーズの一人。エリア3「カレーナフィールド」に登場する。スポットライトを浴びている間は無敵であり誘爆効果もあるが、ためボムの炎を当てることで解除できる。跳ね回るボムを出す「ヒップボム」、2機のビットがレーザーを発射する「ビットレーザー」、3機のビットのレーザーにより大爆発を起こす「エレガントフラッシュ」といった攻撃をしてくる。
駆逐艦タコクラーケン
エリア6「デカプくうどう」に登場する。最初は駆逐艦として弾を撃ってくる。側面にある3つの副砲台を破壊し、次に主砲を破壊すると次の段階に移行し、大きなタコのような正体を現す。ためボムの炎を当ててから暫くすると繰り出す「吸い込み」攻撃の時にためボムを吸い込ませるとダメージになる。他にもヤリイカミサイルを大量に発射し爆発を起こさせる「直撃弾ミサイル」攻撃、追尾型のヤリイカミサイルを発射する「ホーミングミサイル」攻撃を仕掛けてくる。

### ワールド3（ポツコタさばく）
戦闘員
ヒゲヒゲ団の戦闘員。ソンブレロを被っている。
サンドワーム
エリア1「バレバレー」に登場する紫色の巨大なワーム。爆風を当てたときに向いている方向の穴に逃げ込む習性を持つ。倒すことはできないが、ボンバーマンが触れてもダメージを受けることはない。
ドロロン
ソンブレロを被ったオバケ。たまに姿を消してワープする。
ハリッサス
サングラスをかけたサボテン。近づくと針を伸ばして攻撃してくる。
ハニーパク
埴輪のような敵。爆弾の上に覆い被さり食べてしまう。爆弾を溜めている間に倒すと爆発する。
ハニーホース
馬の頭のような敵。跳ね回りながら一定の場所を移動する。
ドグーン
土偶のような敵。広範囲に炎を吐いて攻撃してくる。
アブナイゾウ
割れ顎が特徴のモアイのような像。ボンバーマンを見つけると額からレーザーを出して攻撃してくる。倒すことができない。
パカリンラクダ
エリア1「バレバレー」のエリアボス。しゃがみこむと砲弾を撃ってくるが、このときに爆風を当てることでダメージを与えられる。
イーグルボンバー
声 - 堀内賢雄
クラッシュボンバーズの一人。エリア3「タカノコロシアム」に登場する。フィールドをドリルのように錐揉み回転しながら高速でフィールドを飛び回る「体当たり」攻撃や、コマのように回転しながら体当たりしてくる「疾風ゴマ」（はやてごま）、空中から爆撃してくる「ミサイル落下」攻撃、ボンバーマンに接近し捕まえた後、上空に飛び諸共地上に突っ込む「奈落ドライバー」を繰り出してくる。
タコファラオ
エリア6「ノロイノしんでん」に登場する。第1形態は頭が持ち上がり、衝撃で攻撃する「お怒りプレス」の時に本体下部のリングの中にためボムを投げ込むとダメージを与えられる。フィールドには常に2体のドグーンが召喚されており、倒されても「召喚ビーム」で補充される。他にも目から赤いビームを発射する「熱射ビーム」を撃ってくる。第2形態は2本の手が追加される。弱点はアゴ。口から毒を吐く「毒霧」、片手で行う呪い「タコの呪い」、両手で行う「グレートタコの呪い」を仕掛けてくる。タコの呪いはボムを垂れ流す状態になり、グレートタコの呪いはボムが垂れ流される状態になった上で、さらに垂れ流されたボムがボンバーマン目掛けて飛んでくる。呪いはどちらも回避することはできず、時間経過で治るのを待つしかない。

### ワールド4（ネッキムーン）
戦闘員
ヒゲヒゲ団の戦闘員。宇宙服を着た者やヘルメットを被った者がいる。
ドリモグラ
前と後ろの先端にドリルがついたモグラ。地面に潜る。
マルマジロ
刺のついた緑色のアルマジロのような敵。丸まって移動している間は無敵状態。
メラメラン
火でできた鳥のような敵。アクアボムが有効。
ダダダンタンク
エリア1「ホルシゲンきち」のエリアボス。中央の穴にボムを投げ込むとダメージを与えられる。時々停止し、頭部だけが跳ね回る。
アサルトボンバー
声 - 西脇保
クラッシュボンバーズの一人。エリア2「アームズゲート」に登場する。ダッシュして体当たりする「マッハダッシュ」、左手で設置されたボムを吸引する「吸引砲」、背中から砲台を出して弾を撃つ「バズーカ攻撃」、右手のマシンガンを乱射する「マシンガン攻撃」、左手から放射状に弾を撃つ「ボム砲」、上半身と下半身が分離しての空中爆撃「分離マッド攻撃」を仕掛けてくる。
ゲンバオーX（ゲンバオーエックス）
声：大塚明夫
エリア6「こうじげんば」に登場する。2体のマシン、ヒゲヒゲ団の「土木ブラザーズ」が合体した巨大ロボット。攻撃後の排気ガスを放出した瞬間のみダメージを与えられる。時間がたつと爆発するダイナマイトを大量にばらまく「炸裂ダイナマイト」、腕のドリルを発射する「ドリルアタック」、土砂を周囲に撒き散らす「土砂吹雪」、剣を振りかぶり前方に大爆発を起こす「爆裂斬り」を繰り出してくる。

### ワールド5 （ようさいマジデスター）
戦闘員
ヒゲヒゲ団の戦闘員。レーザーガンで攻撃してくる。
メカボムコロガシ
ボムコロガシのメカ版。
メカマルマジロ
マルマジロのメカ版。
メカシツコイン
シツコインのメカ版。
メカハニーパク
ハニーパクのメカ版。ボムを3個まで食べてしまう。
ミハリポッド
目がついた人工衛星のような敵。空中から攻撃してくる。
ミニウチホウダイ
2つの目がついた砲台のような敵。ボンバーマンめがけて弾を撃ってくる。
ウチホウダイ
ミニウチホウダイの大型版。
マジデスターコア
エリア3「キッカイヤノウ」のエリアボス。3つの顔を持つメカ。顔ごとに攻撃が異なりそれぞれ、目から発射されるビーム、ハンマー、ザコキャラ「メカシツコイン」の吐き出し攻撃を仕掛けてくる。緑色のスイッチを踏んでから、ビームを出す顔の口にボムを蹴り込むと倒すことができる。
ボンバーエリート
声 - 石田彰
クラッシュボンバーズのリーダー。攻撃終了時に体を覆うオーラがなくなった瞬間のみダメージを与えられる。テレポーションをしながらためボムを設置する「テレポ攻撃」、浮遊移動しながら、設置後透明になるためボムを投げる「浮遊攻撃」、時々浮遊攻撃後に繰り出してくるボンバーマンを吸引し引き寄せた後大爆発を起こす「エナジー攻撃」、3体に分身してレーザーを放つ「分身攻撃」、4つのエナジードームでステージ全体を攻撃する「エナジードーム」といった強力な攻撃が特徴。
メラメラメラン
エリア6「マジデポート」に登場する。ザコキャラ「メラメラン」がボム・エレメントの力で集合体になった姿。腹部の目が開いているときにこの部位にダメージを与えると2倍のダメージ効果を与えられる。分裂しながら飛び回る炎の弾を発射する「アチアチボール」、フィールドで燃え続ける炎を放射する「アチアチファイアー」、尻尾で攻撃してくる「シッポアタック」、周囲に白みがかった炎の壁を作り、強烈な風を巻き起こす「アチアチバリア」を仕掛けてくる。アクアボムが有効。

### ワールド6（せんかんアームジョー）
ミニウチホウダイ
上記のウチホウダイと同じ。普段は隠れているがボンバーマンが近づくと現れる。
ウチホウダイ
上記のミニウチホウダイと同じ。
ミハリポッド
上記のミハリポッドと同じ。
ツイビバーン
ボンバーマンが近づくと素早く突進してくる。
カオスエレメント
暗黒のパワーで邪悪な姿に変貌した最後のボム・エレメント。周囲に複数のビットを持つ。透明な状態ではダメージを与えられず、ライトボムで実体化させる必要がある。虹色の4つのエナジーボールが周囲を回転する「レインボーボム」、周囲にアクアボムで消せる炎の壁を展開する「ファイアーバリア」、口から炎の弾を発射する「ファイアーボール」、目から発射される「ビーム」を繰り出してくる。

## アイテム
ノーマルゲーム、バトルゲームで登場するアイテムは異なる。（バトルゲームに登場するアイテムには、「アイテムせってい」でのみ登場させられるアイテムも存在する）。

### ノーマルゲーム・バトルゲーム両方で登場するアイテム
- ボムアップ
  - ボムの数を増やす。
- ファイアーアップ
  - 火力を1上げる。
- スピードアップ
  - 速さを1上げる。
- ハート
  - ライフを1つ回復させる。ノーマルゲームでは小さいハート（中・小の2段階）も存在し、そのハートは通常のハートと違い回復させる量は少ない。バトルゲームではダメージを一回分防ぐ。

### ノーマルゲームでのみ登場するアイテム
- キャラボンのエサ
  - 攻撃力アップ、防御力アップ、特殊攻撃力アップ、すばやさアップ、全能力アップの5種類のエサが存在する。
- ハートのうつわ
  - ライフを1つ増やす。
- イナズマカード
  - ボスステージを除くあらゆるステージに隠されているカード。各ワールドで一定数回収するとボス戦でMAXが援助に来るようになる。また、すべて集めるとバトルゲームでMAXが使用可能になる。

### バトルゲームでのみ登場するアイテム
- 無敵スーツ
  - ボンバーマンの周囲にバリアが現れ、16秒ダメージを受けなくなる。
- ボムキック
  - 設置してあるボムを体当たりで動かせるようになる（YボタンかRトリガーボタンで止めることもできる）。また、蹴ったボム同士をぶつけると5×5の範囲で爆発するデンジャラスボムを作成することができる。
- パワーグローブ
  - ボムを設置して再度Aボタンを押すとボムを持ち上げることができ、ボタンを離すと投げる。ボムを持ったままの移動も可能。
- スーパーパワーグローブ
  - 基本的にパワーグローブと同じだが、持ち続けるとボムがデンジャラスボムに変化する。
- パンチ
  - 設置されたボムをXボタンでパンチし、3マス先に突き飛ばすことができる。
- フルファイアー
  - 設置する全てボムの火力が最大になる。
- ラインボム
  - ボムを設置して再度Aボタンを押すと向いている方向に一直線にボムを出すことができる。
- リモコン
  - リモコンボム（Bボタンで自由に起爆できるボム）を置けるようになる。
- 貫通ボム
  - 貫通ボム（爆風がソフトブロックを貫通するボム）を置けるようになる。
- パワーボム
  - 一つ目のボムがパワーボム（火力最大のボム）になる。
- ボヨヨンボム
  - キックで跳ね返り、投げやパンチで予測できない動きをするボムを置けるようになる。
- 地雷ボム
  - 一つ目のボムが地雷ボム（普段は見えず、踏むと少し経って爆発するボム）を置けるようになる。
- ゲタ
  - 速さを1下げる。
- ドクロ
  - ボンバーマンが以下のうちいずれかの状態異常となる。
    - 俊足病
      - ボンバーマンの移動速度が最高になる。

    - 鈍足病
      - ボンバーマンの移動速度が最低になる。

    - ゲリ
      - ボムを自動的に置くようになる。

    - おけない病
      - ボムを設置できなくなる。

    - 最低病
      - 火力・ボムの数が1になる。

    - 止まれん病
      - 障害物にぶつかるまで止まれなくなる。

    - リバース症候群
      - コントロールスティック・十字ボタンで押した方向と逆に移動するようになる。

    - せっかち症候群
      - ボムの爆発までの時間が短くなる。

    - のんびり症候群
      - ボムの爆発までの時間が長くなる。

    - チェンジ
      - 他の誰かと場所が入れ替わる。

## 属性ボム
エリア内にある特定のトビラの中では、ボムごうせいアイテムをファイアーボムと合成して属性ボムを手に入れることができる。トビラによって合成できる属性ボムが決まっている。
ファイアーボム
初めから使用可能。
アクアボム（みずふうせん+ファイアーボム）
たき火に爆風を当てることで消火できる。
アイスボム（かきごおり+ファイアーボム）
水を凍らせることができる。噴水を凍らせその上を移動することもできる。
ハリケーンボム（うちわ+ファイアーボム）
ヒラヒラはっぱの近くで爆発させると、風の勢いで上昇することができる。
ライトボム（ストロボ+ファイアーボム）
半透明な物体に爆風を当てると実体化させることができる。

## ミニゲーム
ノーマルゲームの道中では、以下のミニゲームをプレイする場面が存在する。ミニゲームをクリアすることで「ボムごうせいアイテム」を手に入れることができる。また、すべてのキャラボンを手に入れるとタイトル画面に「ミニゲーム」の項目が登場し、いつでもプレイできるようになる。
- ボンジージャンプ
  - 上空の葉っぱから川を流れる丸太に飛び乗るゲーム。Aボタンを使用すれば落下速度を下げることもできる。
- モトボンバー
  - 規定時間内にゴールを目指すゲーム。Aボタンで加速しながら障害物を避ける。
- ボンバーマラソン
  - Bボタンを連打して走り、黄色のスイッチにボムを置いてゴールを目指すゲーム。ボムを置くことで大岩の動きを遅らせながら周回する。なお、このミニゲームではボムを置くのにボムアップが必要。
- トロッコデボン
  - トロッコに乗り、ボムを投げてポイントを切り替えながらゴールを目指すゲーム。障害物もボムで破壊する必要がある。

## キャラボン
さまざまな特殊能力でボンバーマンの冒険を助けてくれる生物。手持ちにあるキャラボンのうち一体だけ装備でき、その特殊能力を使用することができる。キャラボンには「火」、「水」、「電気」（雷）、「土」の4つの属性がありそれぞれの相性は「火は土に強く、水は火に強く、電気は水に強く、土は電気に強い」で構成されており、特殊攻撃のダメージに影響を及ぼす。初めて入手したキャラボンはそのまま手持ちとなるが、次からのキャラボンは「キャラボンバトル」と呼ばれるキャラボン同士の戦いで勝たなければ入手できない（合成で入手するキャラボンを除く）。合成して入手できるキャラボンも存在する。
アンドラー
属性:水
能力:パワーグローブ
ボムを投げる時の飛距離や高さがパワーアップする。
ドラコ
属性:火
能力:フルファイアー
ボムの火力が最大になる。
シェル
属性:水
能力:シールド
敵から受けるダメージを半分にする。
ライガン
属性:土
能力:フルボム
ボムを置ける数が最大になる。
ステゴドン
属性:火
能力:ボムキック
ボムキックの距離が長くなりYボタンを押すと止められるようになる。
ポミュ
属性:電気
能力:リモコン
設置したボムをBボタンで好きな時に爆発させることができる。
マリンイール
属性:水
能力:ホーミング
ボム投げ・ボムキックをすることで、ボムが爆発するまで敵を追尾する。
プテラドン
属性:火
能力:ボムジャンプ
ボムの上に乗るとジャンプするようになる。ためボムの場合高くジャンプする事ができる。
ビーストポミュ
属性:電気
能力:フルスピード
ボンバーマンの移動スピードが最大になる。
ユニコルノス
属性:土
能力:ラインボム
Aボタンを押したままにするとボムが一直線に並んで設置される。
ポックス
属性:電気
能力:ラジコン
Aボタンを押しながらスティックを動かすことでボムを自由に動かす事が可能。能力使用中はボンバーマンを動かすことはできない。
ビッグオックス
属性:土
能力:じらいボム
置いたボムが地面に隠れ、敵が踏むかBボタンを押すことで爆発するようになる。

### 合成キャラボン
ポミューガ（ポミュ + ライガン）
属性:土・電気
能力:リモコン + フルボム
リモコンボムを使用可能で、ボムの数が最大になる。
ポミュドラゴン（ポミュ + プテラドン）
属性:火・電気
能力:リモコン + ボムジャンプ
リモコンボムとボムジャンプが使用可能。
アンゴル（アンドラー + ステゴドン）
属性:水・火
能力:パワーグローブ + ボムキック
ボム投げ、ボムキックがパワーアップする。
ファイアーホーン（ユニコルノス + プテラドン）
属性:火・土
能力:ラインボム + ボムジャンプ
Aボタンを押しながらスティックで設置場所を決めることができる上、Bボタンで好きな時に爆発させる事が可能。ボムジャンプも使用可能。
シェルクス（シェル + ポックス）
属性:電気・水
能力:シールド + ラジコン
ボムを操作している時はシールドよりもダメージを半減する事が可能。
ライール（マリンイール + ライガン）
属性:水・土
能力:ホーミング + フルボム
ホーミングボムが使用できる上、設置できる爆弾の数が最大になる。

### キャラボン合成
エリア内の特定のトビラの中では2種類のキャラボンを合成してより強力なキャラボンを入手することができる。トビラによって合成できるキャラボンの組み合わせが決まっている。合成で生まれたキャラボンの初期能力値は、合成に使用されたキャラボンの能力値の合計になっている。合成の元になったキャラボンは合成してもなくならない。

### キャラボンバトル
ルール
1対1のオートバトルを3回戦行い、相手のHPを0にするか、残りHPが多い方が勝ちになる。残りHPが同じ場合はドロー（引き分け）になる。敗北・ドローの場合はキャラボンを仲間にすることができない。
コマンド
キャラボンがバトル中に取る3種類の行動。
- こうげき - 通常攻撃を行うコマンド。剣のマークで表される。
- ぼうぎょ - 敵の攻撃を防ぐコマンド。盾のマークで表される。
- とくしゅ - キャラボンの属性による特殊攻撃を行うコマンド。星のマークで表される。

作戦
対戦は3種類のコマンドを組み合わせた作戦（全6種類）の中から3つをあらかじめ選んで行う。
- せめたらまもれ! - こうげき→ぼうぎょ→とくしゅ
- せんてひっしょう! - こうげき→とくしゅ→ぼうぎょ
- まもりがいちばん! - ぼうぎょ→こうげき→とくしゅ
- しあげはばっちり! - ぼうぎょ→とくしゅ→こうげき
- はでにいこうぜ! - とくしゅ→こうげき→ぼうぎょ
- わざがひかるぜ! - とくしゅ→ぼうぎょ→こうげき

属性
前述の通りキャラボンには4つの属性があり、それぞれ相性が存在する。相性が悪い属性相手への特殊攻撃（火から水、水から電気など）は効果が小さく、「火と電気」、「土と水」のような、相性が良くも悪くもない間の特殊攻撃は効果なしとなる。

### キャラボンのステータス
アイテム「エサ」を取ると、その時装備しているキャラボンの能力値が上がる。能力には「攻撃力」、「防御力」、「特殊攻撃力」、「すばやさ」の4つが存在する。キャラボンによって能力値の上限が異なり、火の属性のキャラボンは攻撃力が高く、水の属性のキャラボンは防御力が高く、電気の属性のキャラボンは特殊攻撃力が高く、土の属性のキャラボンは攻撃力・防御力・特殊攻撃力の能力値の上限がバランス良く設定されている。

## 関連書籍
- ボンバーマンジェネレーション 公式ガイドブック
  - 2002年、小学館発行、ISBN 4-09-106040-4